# 京丹後市立峰山小学校
京丹後市立峰山小学校（きょうたんごしりつ みねやましょうがっこう）は、京都府京丹後市峰山町不断1番地にある公立小学校。

## 沿革
- 1869年（明治2年） - 峰山藩の藩校敬業堂を敬業館と改称[1]
- 1873年（明治6年） - 敬業館を廃して峰山吉原小学校を創立。[1]
- 1874年（明治7年） - 不断町小学校を開設。[2]
- 1879年（明治12年） - 中郡第2組峰山小学校と改称。[1]
- 1887年（明治20年） - 峰山尋常小学校と改称。組合立高等尋常小学校を置く。[1]
- 1903年（明治36年） - 組合立を廃して峰山尋常高等小学校を置く。[1]
- 1914年（大正3年） - 峰山女学校を付設。[1]
- 1927年（昭和2年）3月7日 - 北丹後地震で校舎が壊滅。教員8名死亡、園児・児童・生徒204人死亡。[1]
- 1929年（昭和4年）11月 - 現在地に新校舎落成移転。[2]
- 1934年（昭和9年） - 学校給食を開始。校歌制定。[1]
- 1941年（昭和16年） - 国民学校令により峰山国民学校に改称。[1]
- 1947年（昭和22年） - 学校教育法により峰山町立峰山小学校に改称。[1]
- 1963年（昭和38年）2月24日 - 三八豪雪の最中に起こった火災により木造校舎3棟が全焼。[2]
- 1965年（昭和40年） - 教室棟竣工。体育館竣工。[1]
- 1967年（昭和42年） - スキー場完成。[1]
- 1973年（昭和48年） - プール完成。[1]
- 1981年（昭和56年） - 特別棟が竣工。[1]
- 1998年（平成10年） - 本館の屋根改修工事が完了。[3]
- 2004年（平成16年） - 京丹後市が誕生したことにより京丹後市立峰山小学校に改称。[1]

## 峰山小学校本館

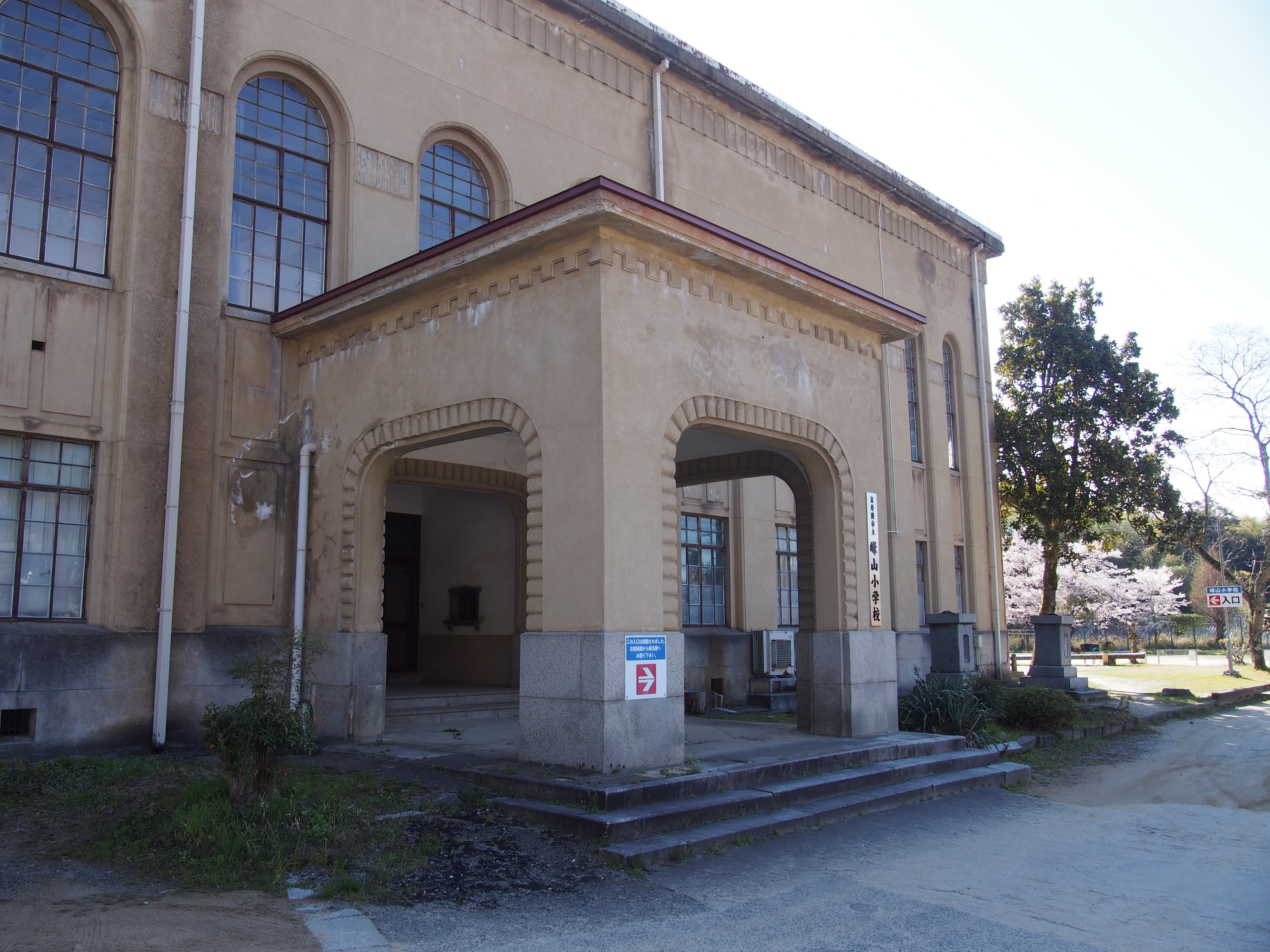
本館の玄関

1927年（昭和2年）の北丹後地震では校舎がめちゃめちゃになり、教員や園児・児童・生徒に計212人の死者を出した。日本全国から集まった震災義援金や峰山町民のカンパを新校舎の建設資金に充て、1929年（昭和4年）10月には鉄筋コンクリート構造の新校舎（峰山小学校本館）が完成した。設計者は丹後震災記念館の設計も手掛けた一井九平であり、峰山小学校本館のほうが丹後震災記念館の竣工よりわずかに早い。2階の講堂の高さは約6メートルもある。
北丹後地震後にはいくつかの小学校の建築に鉄筋コンクリート造が用いられたが、峰山小学校本館はその中で唯一現存する建物である。1998年（平成10年）時点では戦前に建設された北丹地域唯一の学校校舎だった。文化財指定はなされていないものの、地方都市には希少な近代建築である。

## 出身者
- 粟倉泰弘 - 工学博士。京都大学名誉教授。[5]

## 通学区域が隣接している学校
- 京丹後市立しんざん小学校
- 京丹後市立いさなご小学校
- 京丹後市立網野南小学校